# Федіївка (Кропивницький район)
Феді́ївка — село в Україні, у Кетрисанівській сільській громаді Кропивницького району Кіровоградської області. Населення становить 520 осіб. Колишній центр Федіївської сільської ради.

## Населення
Згідно з переписом УРСР 1989 року чисельність наявного населення села становила 506 осіб, з яких 231 чоловік та 275 жінок.
За переписом населення України 2001 року в селі мешкало 520 осіб.

### Мова
Розподіл населення за рідною мовою за даними перепису 2001 року:
| Мова       | Відсоток |
| ---------- | -------- |
| українська | 95,77 %  |
| російська  | 1,54 %   |
| молдовська | 1,35 %   |
| вірменська | 1,15 %   |
| румунська  | 0,19 %   |

## Особистості
В селі народився воїн Афганської війни — Віктор Яницький, на честь якого названа центральна вулиця села.

## Школа
Школу в селі було створено майже одночасно з заснуванням самого села. Перші роки школа не мала приміщення, тому дітей навчали в хатах селян.
Сучасна школа знаходиться за адресою: Федіївка, вул. Яницького, 90. Бобринецький район, Кіровоградська обл., 27230.
Станом на 2017 рік Федіївська ЗШ ІІ-ІІІ ступенів має такі досягнення: 8 призових місць у районних олімпіадах, та 2 призових місця в обласних.